# Frédéric de Liechtenstein
Frédéric de Liechtenstein est un prince de la maison de Liechtenstein né le 21 septembre 1807 à Vienne et mort le 1er mai 1885 dans cette même ville. Il sert dans l'armée autrichienne comme général de cavalerie.

## Biographie
Frédéric-Adalbert est le quatrième fils du prince Jean Ier de Liechtenstein et de son épouse Josepha de Fürstenberg-Weitra.
Il fait carrière dans l'armée autrichienne, au grade de lieutenant en 1827, puis premier-lieutenant en 1848, général de division en 1849 et général de cavalerie en 1861. Durant la Première guerre d'indépendance italienne, il participe aux batailles de Santa Lucia, Montanara et Volta. Il est fait chevalier de l'Ordre militaire de Marie-Thérèse pour son comportement durant ce conflit. Durant la guerre austro-prussienne, il combat sur le front italien sous les ordres de l'archiduc Albert de Teschen.
Frédéric de Liechtenstein a également servi comme gouverneur de Transylvanie de 1858 à 1860, puis gouverneur du Banat et de Syrmie à partir de 1865.
En 1848, il épouse la cantatrice Sophie Löwe. Ils n'ont pas d'enfants. À sa mort, il est inhumé dans le caveau familial, à Wranau (aujourd'hui Vranov, en République tchèque).